# Reti Bancarie
La Reti Bancarie S.p.A. era un'holding dell'ex gruppo Banca Popolare Italiana (BPI).

## Storia
Aveva sede legale a Lucca ed era nata nel 2003 dalla ridenominazione del Banco di Chiavari e della Riviera Ligure, che era stato acquisito dall'allora Banca Popolare di Lodi. La banca ligure che era già quotata presso la Borsa di Milano aveva proseguito la quotazione con la nuova denominazione.
Svolgeva l'attività bancaria e coordinava come holding l'attività di Cassa di Risparmio di Lucca, Cassa dei Risparmi di Livorno, Cassa di Risparmio di Pisa, Banca Popolare di Crema, Banca Popolare di Mantova, Banca Popolare di Cremona, Banca Caripe, Banca Valori e Bipielle Suisse.
In tutto aveva più di 350 sportelli.
Il 2 ottobre 2006 viene revocata dalla quotazione in Borsa, dopo che il 30 settembre è avvenuta la fusione per incorporazione di Reti Bancarie in Banca Popolare Italiana, che dal 1º luglio 2007 si è fuso con la Banca Popolare Italiana dando vita al Banco Popolare.